# Neugeborenenscreening
Unter Neugeborenenscreening versteht man ein in der Regel national konzipiertes Programm zur Reihenuntersuchung an Neugeborenen. Hierbei soll auf bestimmte angeborene Stoffwechsel- und Hormonerkrankungen getestet werden, bei denen eine präventive Behandlung möglich ist und Folgeschäden durch den Beginn der Behandlung vor Einsetzen der Krankheitserscheinungen vermieden werden können.
Bis 2022 wurden in Deutschland seit der Einführung 1969 mehr als 34 Millionen Kinder getestet und bei mehr als 14.000 Kindern frühzeitig eine angeborene Krankheit festgestellt. Nach § 11 Absatz 2 GenDG können die Ergebnisse genetischer Untersuchungen und Analysen nicht direkt, sondern nur über die beauftragende Stelle angefordert werden: „Eine nach § 7 Abs. 2 mit der genetischen Analyse beauftragte Person oder Einrichtung darf das Ergebnis der genetischen Analyse nur der ärztlichen Person mitteilen, die sie mit der genetischen Analyse beauftragt hat.“

## Grundlagen
Ziel und Voraussetzungen von Screeninguntersuchungen sind im Artikel Screening beschrieben. In Deutschland bildet eine Leitlinie der Gesellschaft für Neonatologie und pädiatrische Intensivmedizin, die von einer gemeinsamen ständigen Kommission aus pädiatrischen und geburtshilflichen Fachgesellschaften erarbeitet wurde, die Grundlage für die inhaltliche und organisatorische Durchführung des Neugeborenenscreenings auf Stoffwechselstörungen.

## Methode

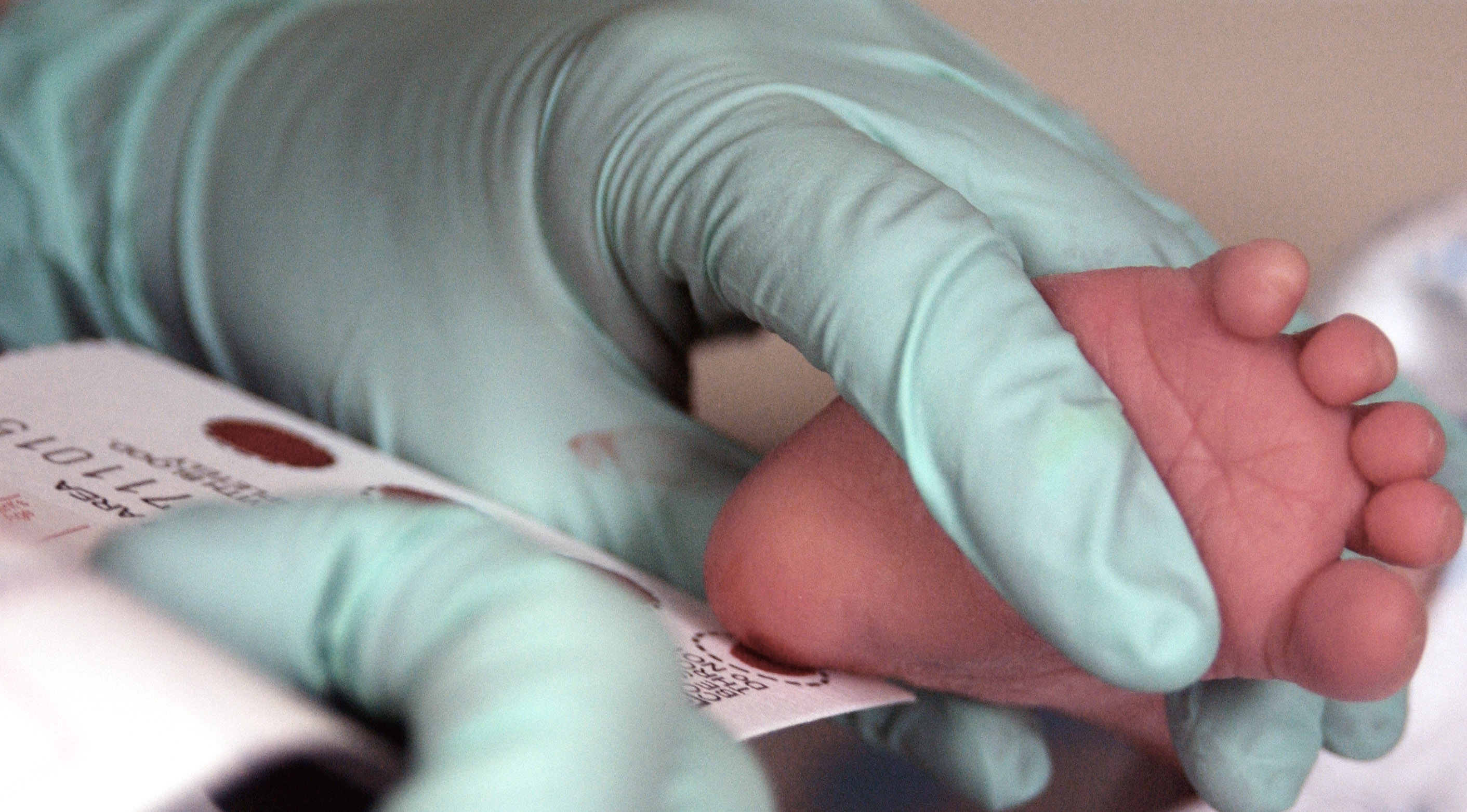
Fersenblutentnahme auf eine Filterpapierkarte für das Neugeborenenscreening

Die Probe wird in der Regel am dritten Lebenstag entnommen, in Deutschland oftmals auch gleichzeitig zur U2 Untersuchung. Eine Abweichung vom empfohlenen Entnahmezeitraum zwischen 36 und 72 Stunden nach der Geburt bedarf ggfs. einer Kontrolluntersuchung. Bei Frühgeborenen unter der 32. Schwangerschaftswoche wird das Screening zweimal durchgeführt, zum üblichen Zeitraum für reife Neugeborene und erneut beim rechnerischen Erreichen von 32 Schwangerschaftswochen.
Durch eine Gewinnung weniger Blutstropfen üblicherweise aus der Ferse, alternativ auch aus einer Vene, wird eine mit den Patienten-Daten beschriftete Filterpapierkarte in vorgegebenen Feldern vollständig und gleichmäßig mit Blut durchtränkt. Die Karte wird anschließend mindestens eine Stunde bei Zimmertemperatur getrocknet, darf dafür aber keinesfalls erhitzt werden. Am selben Tag wird sie in das Screening-Labor versandt. Sammeln von Proben über mehrere Tage ist nicht zulässig.
Neben konventionellen Testmethoden (Bestimmung von Enzymaktivität, colorimetrisch, immunologisch) wird die Blutprobe heutzutage auch mittels der Tandem-Massenspektrometrie analysiert.

## Umfang der Tests in Deutschland
Nach den Richtlinien des Bundesausschusses der Ärzte und Krankenkassen über die Früherkennung von Krankheiten bei Kindern bis zur Vollendung des 6. Lebensjahres („Kinder-Richtlinien“) werden im Rahmen des erweiterten Neugeborenenscreenings untersucht:
- Hormonkrankheiten:

1. Primäre Hypothyreose
2. Adrenogenitales Syndrom (AGS)

- Stoffwechselkrankheiten:

1. Biotinidasemangel
2. Galaktosämie
3. Phenylketonurie (PKU) und Hyperphenylalaninämie (HPA)
4. Ahornsirupkrankheit (MSUD)
5. Medium-Chain-Acyl-CoA-Dehydrogenase-Mangel (MCAD)
6. Long-Chain-3-OH-Acyl-CoA-Dehydrogenase-Mangel (LCHAD)
7. Very-Long-Chain-Acyl-CoA-Dehydrogenase-Mangel (VLCAD)
8. Carnitinzyklusdefekte:
a) Carnitin-Palmitoyl-Transferase-I-Mangel (CPT-I)
b) Carnitin-Palmitoyl-Transferase-II-Mangel (CPT-II)
c) Carnitin-Acylcarnitin-Translokase-Mangel (CACT)
9. Glutarazidurie Typ 1 (GA1)
10. Isovalerianazidämie (IVA)
11. Mukoviszidose (Cystische Fibrose, CF)
12. Tyrosinämie Typ I[5]

Die höchste Prävalenz unter den untersuchten Krankheiten weisen die primäre Hypothyreose und die Mucoviszidose auf.
- Früherkennung von Immundefizienzen:

14. SCID (Severe combined Immunodeficiency), seit August 2019
Neben dem erweiterten Neugeborenenscreening wird ein Neugeborenenhörscreening zur Früherkennung von Hörstörungen durchgeführt.
Seit Oktober 2022 wurde durch den Gemeinsamen Bundesausschuss (G-BA) bewertet, ob folgende weitere Krankheiten bei dem erweiterten Neugeborenenscreening untersucht werden sollen:
- Vitamin-B12-Mangel
- Homocystinurie
- Propionazidämie
- Methylmalonazidurie

Im Februar 2024 sprach sich das Institut für Qualität und Wirtschaftlichkeit im Gesundheitswesen dafür aus, auf B12-Mangel zu testen. Für die anderen Erkrankungen sei die Studienlage nicht ausreichend, um eine Empfehlung auszusprechen. Da eine Testung nur auf Vitamin-B12-Mangel technisch jedoch kaum durchführbar sei, sollte eine Früherkennung aller vier Krankheiten in Betracht gezogen werden. Im Mai 2025 wurde durch den Gemeinsamen Bundesausschuss (G-BA) der seit Oktober 2022 bewerteten Neuerung zur Erweiterung des Neugeborenenscreenings mit Umsetzung ab Mai 2026 zugestimmt.

## Umfang der Tests in Österreich
1. Adrenogenitales Syndrom
2. Ahornsirupkrankheit
3. Biotinidasemangel
4. Carnitinstoffwechseldefekte
5. Galaktosämie
6. Glutarazidurie Typ 1
7. Hypothyreose
8. Isovalerianazidämie
9. LCHAD-Mangel
10. VLCAD-Mangel
11. MCAD-Mangel
12. Phenylketonurie
13. Mukoviszidose (Cystische Fibrose)[11]

## Umfang der Tests in der Schweiz
1. Phenylketonurie
2. Ahornsirupkrankheit
3. Galaktosämie
4. Biotinidasemangel
5. MCAD-Mangel
6. Hypothyreose
7. Adrenogenitales Syndrom
8. Glutarazidurie Typ 1
9. Mukoviszidose (Cystische Fibrose), seit 2011[12]
10. SCID (Severe combined immunodeficiency), seit 2019, zunächst auf 5 Jahre befristet[13]
11. Spinale Muskelatrophie (SMA)

## Geschichte
Die Geschichte des Neugeborenenscreenings ist eng mit Robert Guthrie verbunden, der 1962 einen einfach durchzuführenden Test bei Neugeborenen auf Phenylketonurie entwickelte. Zuvor hatte Horst Bickel 1953 beweisen können, dass eine frühzeitige Behandlung die schweren Folgen dieser Krankheit verhindern kann. Mitte der 1960er Jahre führte der Staat Massachusetts das erste Neugeborenenscreening-Programm ein.

### Deutschland
In Deutschland wurde 1969/1970 das flächendeckende Screening auf Phenylketonurie eingeführt, im Laufe der Jahre kamen weitere Krankheiten dazu und wurden teilweise wieder verworfen. 1997 empfahl die Ständige Screeningkommission der Deutschen Gesellschaft für Kinderheilkunde und Jugendmedizin ein Screening auf 5 Krankheiten. Zu den Vorreitern für das erweiterte Neugeborenenscreening in Deutschland gehörte Bayern mit seinem 1999 initiierten Modellprojekt Neugeborenenscreening, bei dem die teilnehmenden Kinder auf mehr als 100 angeborene seltene Erkrankungen getestet wurden. Durch neue Untersuchungsmethoden wurde das Spektrum der zu screenenden Krankheiten im November 2002 im Vergleich zu früheren Screenings wesentlich erweitert, wenn es auch viel kleiner war als im Modellprojekt. In die Kinder-Richtlinien wurde das erweiterte Neugeborenenscreening mit Wirkung zum 1. April 2005 und das Neugeborenenhörscreening mit Wirkung zum 1. Januar 2009 als Regelleistungen für die ersten Lebenstage für die gesetzlich Krankenversicherten aufgenommen. Seit dem 1. September 2016 wurde das Screening um die Mukoviszidose (CF) erweitert, seit dem 16. März 2018 umfasst es die Tyrosinämie und seit dem 1. Oktober 2021 eine Form der Spinalen Muskelatrophie (SMA) sowie die Sichelzellkrankheit (SCD).